# Rašid Behbudov
Rašid Behbudov, v Československu dříve známý pod ruskou verzí svého jména Rašid Bejbutov (ázerbájdžánsky: Rəşid Behbudov, rusky: Рашид Бейбутов; 14. prosince 1915 Tbilisi - 9. června 1989 Moskva) byl ázerbájdžánský zpěvák a herec narozený v Gruzii. Jeho sláva započala v roce 1945 díky hlavní roli v romantickém komediálním muzikálu Aršin Mal-Alan, což byl ázerbájdžánský film na motivy operety Uzeira Hadžibekova. V příštích dvaceti letech se stal jedním z nejznámějších ázerbájdžánských zpěváků populární hudby, zároveň ale také vystupoval v opeře. Kromě Sovětského svazu si získal velkou popularitu v Íránu, Turecku, Číně, Indii, Japonsku nebo Argentině. V roce 1966 vytvořil Státní divadlo písní a stal se jeho sólistou a uměleckým vedoucím. Divadlo stále nese jeho jméno. V roce 1959 byl jmenován lidovým umělcem Sovětského svazu. Jeho otec, Madžid Behbudov, byl také zpěvák.